# Sarah Pink

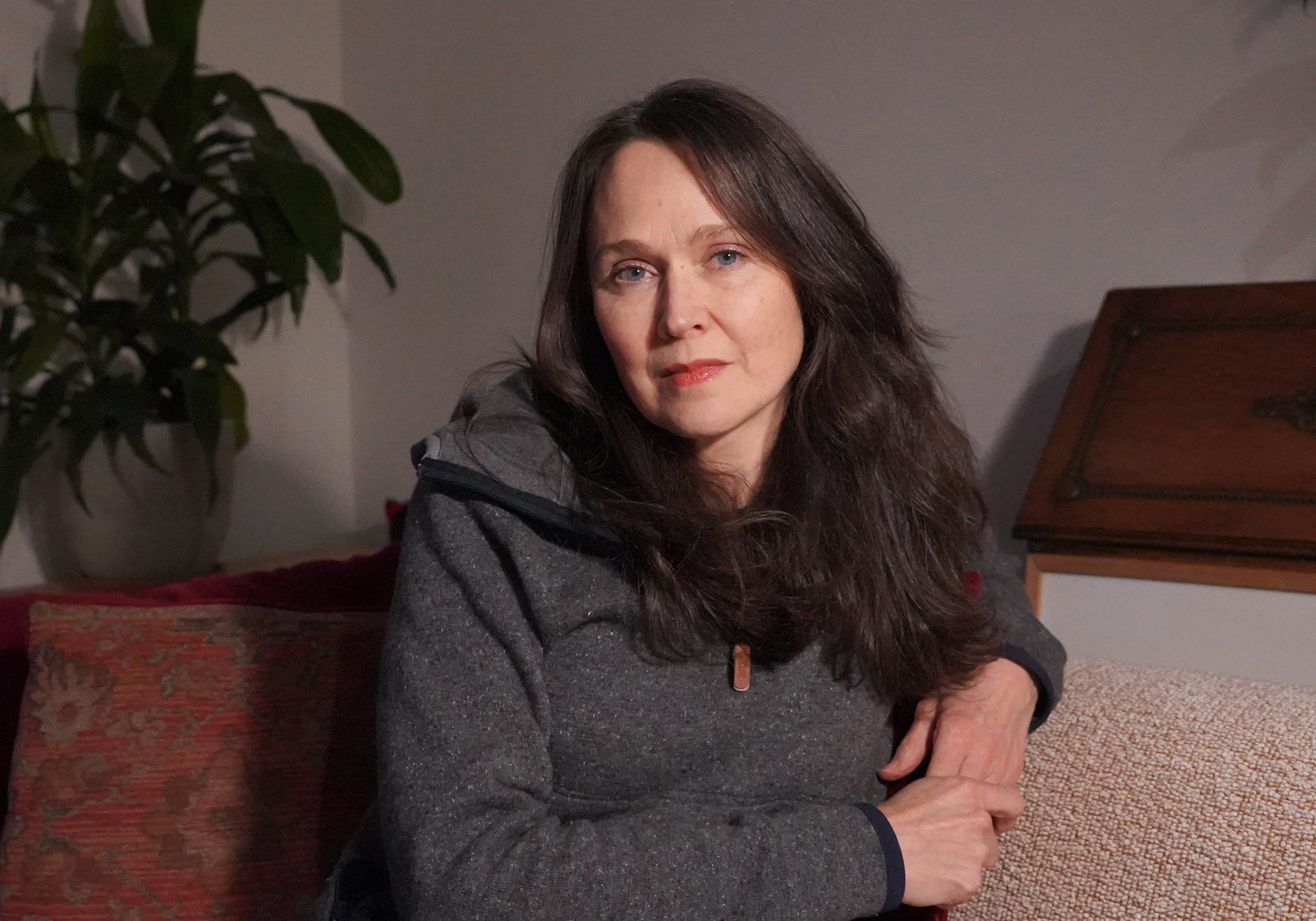
Sarah Pink (2021)

Sarah Pink (* 12. April 1966) ist eine britische Sozialwissenschaftlerin und Sozialanthropologin.

## Leben und Wirken
Pink erlangte einen Master of Arts (M.A.) in Visueller Anthropologie an der University of Manchester und einen Doktorgrad (Ph.D.) in Sozialanthropologie an der University of Kent (UK).
In ihrem Buch, Women and Bullfighting (übersetzt: „Frauen und Stierkampf“), behandelte sie 1997 Geschlechterideologien anhand der Kontroversen um weibliche Toreros. Den traditionellen andalusischen Stierkampf und die Rollen von Frauen, auch als Mütter von Stierkämpfern und als Zuschauerinnen, beschrieb sie als ein facettenreiches soziokulturelles Phänomen in andauerndem Wandel.
Von 2010 bis 2011 war sie Gastprofessorin an der Offenen Universität Kataloniens in Barcelona (Spanien). Seit 2012 leitet Sarah Pink das Forschungszentrum für digitale Ethnographie an der RMIT University in Melbourne (Australien) und ist dort „Distinguished Professor“ für Design- und Medienethnographie.
Sie ist Gastprofessorin für Sozialwissenschaft an der Loughborough University in Leicestershire (UK), wo sie zuvor eine volle Stelle innehatte, sowie Gastprofessorin für digitale Ethnographie an der FU Berlin (Stand 2017).
Pink befasst sich mit einem breiten Themenspektrum und arbeitet interdisziplinär, zum Beispiel zu visuellen Methoden in der ethnographischen Feldforschung, zu digitalen Medien, Alltag, Konsum, Autonomem Fahren, Cittàslow und Nachhaltigkeit.

## Veröffentlichungen (Auswahl)
- Sarah Pink et al.: Digital Ethnography. Principles and Practice. SAGE, 2015, ISBN 978-1-47394313-1.
- Sarah Pink: Doing Sensory Ethnography. SAGE, 2006, ISBN 978-1-44622695-7.
- Sarah Pink: Visual Interventions. Applied Visual Anthropology. Berghahn Books, 2007, Neuauflage 2009, ISBN 978-1-84545678-8.
- Sarah Pink: The Future of Visual Anthropology. Engaging the Senses. Taylor & Francis, 2006. ISBN 978-0-41535764-7.
- Sarah Pink et al. (Hrsg.): Applications of Anthropology. Berghahn Books, 2005, ISBN 978-0-85745688-5.
- Sarah Pink et al. (Hrsg.): Working Images. Visual Research and Representation in Ethnography. Psychology Press, 2004, ISBN 978-0-41530641-6.
- Sarah Pink: Doing Visual Ethnography. Images, Media and Representation in Research. SAGE, 2006, ISBN 978-1-44622695-7.
- Sarah Pink: Women and Bullfighting: Gender, Sex and the Consumption of Tradition. Bloomsbury Academic, 1997, ISBN 978-1-85973961-7.